# Susan Delfino
Susan Mayer (họ gốc: Bremmer, sau này mang họ Delfino) là một nhân vật giả tưởng được thể hiện bởi Teri Hatcher trong loạt phim truyền hình Desperate Housewives của đài ABC. Nhân vật này được sáng tạo bởi Marc Cherry và xuất hiện lần đầu trong tập đầu tiên của loạt phim vào ngày 3 tháng 10 năm 2004. Susan sống ở con đường giả tưởng Wisteria Lane tại Fairview, thuộc bang Eagle. Trong số 4 nhân vật chính của phim, Susan nổi tiếng là một người phụ nữ hậu đậu, nhưng lãng mạn với một "sức quyến rũ lôi cuốn." Nội dung nói về cuộc sống của cô trong phim thường xoay quanh các mối quan hệ tình cảm, đặc biệt là với Mike Delfino (James Denton).
Ban đầu, Marc Cherry tạo dựng nhân vật Susan theo kiểu mẫu cô hàng xóm hiền lành, đa sầu đa cảm. Marc phát triển nhân vật dựa trên trải nghiệm cá nhân của chính mình và những người phụ nữ độc thân mà ông quen biết. Vai diễn Susan ban đầu được dành cho diễn viên Mary-Louise Parker, nhưng cô đã từ chối, nên sau đó được giao cho Teri Hatcher. Teri đã thể hiện nhân vật theo kiểu vừa hài hước vừa mỏng manh yếu đuối. Trong phần đầu tiên của series, tính cách gốc của nhân vật và phần diễn xuất thêm của Teri nhận được nhiều đánh giá tích cực từ các nhà phê bình. Teri đã nhận được một giải Quả Cầu Vàng và một giải Screen Actors Guild cho phần diễn xuất của mình trong phim.